# KFC Mandel United
Maillots
Actualités
Dernière mise à jour : 26 juillet 2023.
Le Royal Football Club United Mandel Izegem-Ingelmunster (plus souvent abrégé en Mandel United) est un club belge de football basé à Izegem. Porteur du matricule 935, le club évolue en Division 2 VV.
Aux origines, ce cercle est le K. FC Izegem qui au terme de la saison 2016-2017 fusionne avec OMS Ingelmunster (matricule 9441) de la commune voisine. Le club prend l'appellation, assez longue de K. FC Mandel United Izegem-Ingelmunster. Cette union n'est pas une idée neuve puisqu'elle avait été évoquée dès la saison 2014-2015. Mais le projet n'avait alors pas abouti.
Le nom du club fusionné se rapporte à un affluent de la Lys, la petite rivière Mandel.
Pendant le printemps 2021, le cercle dévoile son nouveau logo et sa nouvelle dénomination. Dans sa partie supérieure, le logo porte les armoiries de la Ville d'Izegem, alors que la zone inférieure est partagée en deux. Sur la gauche, on reconnaît des vaguelettes qui symbolisent la rivière « Mandel », au bord de laquelle se trouvent Izegem et Ingelmunster et qui constitue le nom principal du club. L'autre partie renseigne les trois couleurs officielles du club. L'année de fondation du FC Izegem initial est indiquée, alors que l'ensemble est surmonté d'une couronne soulignant le fait d'une « Société Royale ». Si le nom des deux villes disparaît des appellations familières courantes (langage, site Internet, presse, ...), elles sont toujours présentes pour la fédération qui exige que les dénominations des clubs affiliés comporte au moins un nom de localité.

## Historique
- 1926 : fondation de FOOTBALL CLUB IZEGEM l7/05/1926
- 1927 : affiliation à l'Union Royale Belge des Sociétés de Football Association (URBSFA) le 02/03/1927; le club reçoit le numéro matricule 935
- 1953 : après obtention du titre de Société Royale le 19/02/1953, changement de dénomination en KONINKLIJKE FOOTBALL CLUB IZEGEM (935) le 13/05/1953
- 2017 : 01/07/2017, KONINKLIJKE FOOTBALL CLUB IZEGEM (935) fusionne avec OLYMPIC MOLEN SPORT INGELMUNSTER (9441) pour former KONINKLIJKE FOOTBALL CLUB MANDEL UNITED IZEGEM-INGELMUNSTER (935)[4].
- 2021 : KONINKLIJKE FOOTBALL CLUB MANDEL UNITED INZEGEM-INGELMUNSTER (935) change son appellation en ROYAL FOOTBALL CLUB MANDEL UNITED IZEGEM-INGELMUNSTER (935)

## Histoire

### 2022, projet en péril
En avril 2022, le club et par voie de conséquence ses ambitions, subissent un sérieux contrecoup avec l'annonce du retrait de son principal soutien financier. Le groupe franco-américain Strive Football Group décide de se retirer laissant en plein doute le cercle qui est alors en lutte pour assurer son maintien en Nationale 1. Dans un premier temps, Madel termine relégué, mais quand survient le refus de licence infligé à l'Excel Mouscron, les « Rouges et Noirs » deviennent barragistes. Le noyau A fait montre d'un bel esprit et exploite judicieusement se repêchage en gagnant le droit de reste au 3e niveau. En juillet 2022, des rumeurs affirment une reprise par un groupe allemand. Une reprise pour laquelle les anciens internationaux belges Mbo et Émile Mpenza jouent un rôle,.
Mais une fois passé l'effet d'annonce, plus rien de bien concret ne se précise. Le club est repris (certains articles parlent de reprise douteuse) mais l'argent évoqué et nécessaire n'arrive pas. Cela gronde en coulisse. Un sélection « U23 », dans les faits des joueurs de 16 et 17 ans, s'apprête à reprendre la compétition, notamment la Coupe de Belgique. Des parents de joueurs soutiennent un « ASBL » qui poursuivrait les activités. Comme souvent, le nœud du problème est d'ordre financier. La somme minimale pour éviter la faillite freine les ardeurs : 420 000 euros.

### Reprise locale
C'est finalement une « piste locale » qui sauve le vieux club. Patron de la société « Smartsolutions », Frederick Verhelst devient le nouveau Président du matricule 993, en augmentant sa participation financière au sein du cercle Une fois le reprise par des mains izegemoises actée et confirmée, Mandel United se met en quête d'étoffer son noyau A. Le technicien français Mikhaïl Turi (42 ans) accepte le poste de « T1 ». Le gardien de but Merveille Goblet, Jan Verhaest et Andrea Kimpala accepte de poursuivre l'aventure à la « Skyline Arena ». Des transferts sont réalisés. On enregistre les arrivées de Yanis Rucquois (APS Zakynthos), Cissé Amara, William Fonkeu, Amadou Diakhaté (La Louvière), Enzo Robise (FC Sète), Kamara Souleymane (Chamois Niortais), Daniel Canda (SCUP Jette), Fouad Kadourri (St-E-Winkel), Yanis Castagne (Virton) et d'Hamza El Harini (libre)

## Anciens logos

Ancien logo du K. FC Izegem
Dernier logo du K. FC Izegem
Dernier logo de OMS Ingelmunster
Logo Mandel United (2017-2021)

## Résultats dans les divisions nationales
Statistiques mises à jour le 21 mai 2023 (terme de la saison 2022-2023)

### Palmarès
- 2 fois champion de Belgique de Division 3 en 1950 et 1954.
- 4 fois champion de Belgique de Promotion en 1976, 1993, 2010 et 2012.

### Bilan
| Niv | Divisions     | Jouées | Titres | TM Up | TM Down |
| --- | ------------- | ------ | ------ | ----- | ------- |
| I   | 1re nationale | 0      | 0      |       |         |
| II  | 2e nationale  | 3      | 0      |       |         |
| III | 3e nationale  | 32     | 2      |       | 1       |
| IV  | 4e nationale  | 29     | 4      |       | 2       |
| V   | 5e nationale  | 0      | 0      |       |         |
|     |               |        |        |       |         |
|     | TOTAUX        | 64     | 6      | 0     | 3       |

- TM Up : test-match pour départager des égalités, ou toutes formes de Barrages ou de Tour final pour une montée éventuelle.
- TM Down : test-match pour départager des égalités, ou toutes formes de Barrages ou de Tour final pour le maintien.

### Classements
| Ordre               | Saison  | Nom du club         | Niveau                         | Classement final | Remarques               |
| ------------------- | ------- | ------------------- | ------------------------------ | ---------------- | ----------------------- |
| 1                   | 1945-46 | FC Izegem           | Promotion (D3) série A         | 8e/18            |                         |
| 2                   | 1946-47 | FC Izegem           | Promotion (D3) série D         | 5e/17            |                         |
| 3                   | 1947-48 | FC Izegem           | Promotion (D3) série A         | 5e/16            |                         |
| 4                   | 1948-49 | FC Izegem           | Promotion (D3) série B         | 4e/16            |                         |
| 5                   | 1949-50 | FC Izegem           | Promotion (D3) série A         | 1er/16           | Champion et promu!      |
| 6                   | 1950-51 | FC Izegem           | Division 1 (D2) série B        | 8e/16            |                         |
| 7                   | 1951-52 | FC Izegem           | Division 1 (D2) série A        | 13e/16           | Relégué!                |
| 8                   | 1952-53 | FC Izegem           | Division 3 série B             | 3e/16            |                         |
| 9                   | 1953-54 | FC Izegem           | Division 3 série A             | 1er/16           | Champion et promu!      |
| 10                  | 1954-55 | FC Izegem           | Division 2                     | 15e/16           | Relégué!                |
| 11                  | 1955-56 | K. FC Izegem        | Division 3 série A             | 7e/16            |                         |
| 12                  | 1956-57 | K. FC Izegem        | Division 3 série B             | 8e/16            |                         |
| 13                  | 1957-58 | K. FC Izegem        | Division 3 série A             | 7e/16            |                         |
| 14                  | 1958-59 | K. FC Izegem        | Division 3 série B             | 8e/16            |                         |
| 15                  | 1959-60 | K. FC Izegem        | Division 3 série A             | 8e/16            |                         |
| 16                  | 1960-61 | K. FC Izegem        | Division 3 série A             | 16e/16           | Relégué!                |
| 17                  | 1961-62 | K. FC Izegem        | Promotion série A              | 15e/16           | Relégué!                |
| séries provinciales |         |                     |                                |                  |                         |
| 18                  | 1966-67 | K. FC Izegem        | Promotion série B              | 5e/16            |                         |
| 19                  | 1967-68 | K. FC Izegem        | Promotion série A              | 13e/16           |                         |
| 20                  | 1968-69 | K. FC Izegem        | Promotion série A              | 4e/16            |                         |
| 21                  | 1969-70 | K. FC Izegem        | Promotion série C              | 3e/16            |                         |
| 22                  | 1970-71 | K. FC Izegem        | Promotion série D              | 15e/16           | Relégué!                |
| séries provinciales |         |                     |                                |                  |                         |
| 23                  | 1973-74 | K. FC Izegem        | Promotion série C              | 13e/16           |                         |
| 24                  | 1974-75 | K. FC Izegem        | Promotion série A              | 5e/16            |                         |
| 25                  | 1975-76 | K. FC Izegem        | Promotion série A              | 1er/16           | Champion et promu!      |
| 26                  | 1976-77 | K. FC Izegem        | Division 3 série A             | 2e/16            |                         |
| 27                  | 1977-78 | K. FC Izegem        | Division 3 série B             | 4e/16            |                         |
| 28                  | 1978-79 | K. FC Izegem        | Division 3 série A             | 8e/16            |                         |
| 29                  | 1979-80 | K. FC Izegem        | Division 3 série A             | 8e/16            |                         |
| 30                  | 1980-81 | K. FC Izegem        | Division 3 série A             | 9e/16            |                         |
| 31                  | 1981-82 | K. FC Izegem        | Division 3 série A             | 6e/16            |                         |
| 32                  | 1982-83 | K. FC Izegem        | Division 3 série A             | 5e/16            |                         |
| 33                  | 1983-84 | K. FC Izegem        | Division 3 série A             | 9e/16            |                         |
| 34                  | 1984-85 | K. FC Izegem        | Division 3 série A             | 15e/16           | Relégué!                |
| 35                  | 1985-86 | K. FC Izegem        | Promotion série A              | 16e/16           | Relégué!                |
| séries provinciales |         |                     |                                |                  |                         |
| 36                  | 1988-89 | K. FC Izegem        | Promotion série A              | 4e/16            |                         |
| 37                  | 1989-90 | K. FC Izegem        | Promotion série A              | 4e/16            |                         |
| 38                  | 1990-91 | K. FC Izegem        | Promotion série A              | 5e/16            |                         |
| 39                  | 1991-92 | K. FC Izegem        | Promotion série A              | 3e/16            |                         |
| 40                  | 1992-93 | K. FC Izegem        | Promotion série A              | 1er/16           | Champion et promu!      |
| 41                  | 1993-94 | K. FC Izegem        | Division 3 série A             | 13e/16           |                         |
| 42                  | 1994-95 | K. FC Izegem        | Division 3 série A             | 16e/16           | Relégué!                |
| 43                  | 1995-96 | K. FC Izegem        | Promotion série A              | 13e/16           | Barrages!               |
| 44                  | 1996-97 | K. FC Izegem        | Promotion série A              | 14e/16           | Relégué!                |
| séries provinciales |         |                     |                                |                  |                         |
| 45                  | 2000-01 | K. FC Izegem        | Promotion série A              | 13e/16           | Relégué après barrages! |
| séries provinciales |         |                     |                                |                  |                         |
| 46                  | 2002-03 | K. FC Izegem        | Promotion série A              | 10e/16           |                         |
| 47                  | 2003-04 | K. FC Izegem        | Promotion série A              | 13e/16           | Relégué après barrages! |
| séries provinciales |         |                     |                                |                  |                         |
| 48                  | 2006-07 | K. FC Izegem        | Promotion série A              | 9e/16            |                         |
| 49                  | 2007-08 | K. FC Izegem        | Promotion série A              | 8e/16            |                         |
| 50                  | 2008-09 | K. FC Izegem        | Promotion série A              | 4e/16            |                         |
| 51                  | 2009-10 | K. FC Izegem        | Promotion série A              | 1er/16           | Champion et promu!      |
| 52                  | 2010-11 | K. FC Izegem        | Division 3 série A             | 17e/18           | Relégué!                |
| 53                  | 2011-12 | K. FC Izegem        | Promotion série A              | 1er/16           | Champion et promu!      |
| 54                  | 2012-13 | K. FC Izegem        | Division 3 série A             | 16e/18           | Barrages!               |
| 55                  | 2013-14 | K. FC Izegem        | Division 3 série A             | 14e/18           |                         |
| 56                  | 2014-15 | K. FC Izegem        | Division 3 série A             | 14e/18           |                         |
| 57                  | 2015-16 | K. FC Izegem        | Division 3 série A             | 16e/18           | Relégué!                |
| 58                  | 2016-17 | K. FC Izegem        | Division 2 Amateur VFV série A | 4e/16            | [ saisons 3 ]           |
| 59                  | 2017-18 | K. FC Izegem        | Division 2 Amateur VFV série A | 2e/16            | Tour final              |
| 60                  | 2018-19 | K. FC Mandel United | Division 2 Amateur VFV série A | 2e/16            | Tour final              |
| 61                  | 2019-20 | K. FC Mandel United | Division 2 Amateur VFV série A | 2e/16            | Promu                   |
| 62                  | 2020-21 | K. FC Mandel United | Nationale 1                    | N/A              | Saison annulée !        |
| 63                  | 2021-22 | K. FC Mandel United | Nationale 1                    | 14e/15           |                         |
| 64                  | 2022-23 | K. FC Mandel United | Nationale 1                    | 20e/20           | Relégué !               |
| 65                  | 2023-24 | K. FC Mandel United | Nationale 2                    | .../16           |                         |